# محمود البدري
محمود البدري علي أحمد لاعب كرة قدم مصري، من ناشئي نادي الزمالك ، وشارك مع الفريق الأول في مباراة وحيدة في الدوري الممتاز كانت أمام فريق الإنتاج الحربي في 10 يوليو 2011 ، ويلعب حاليًا لنادي الإنتاج الحربي في مركز قلب الدفاع.

وفي 28 أبريل 2018 انتقل لنادي الإنتاج الحربي لمدة موسمين في صفقة انتقال حر.

## روابط خارجية
- محمود البدري على موقع قاعدة بيانات كرة القدم.إي يو (الإنجليزية)